# Calle de Almira
La calle de Almira es una vía pública de la ciudad española de Segovia.

## Descripción
La calle, que nace de la plaza de Día Sanz y llega hasta la calle de los Cañuelos, se conoció primitivamente como «calle del Romero», pero pasó a tener el título que ostenta en la actualidad en honor a Manuel Almira y Martín, segoviano que acompañó a Luis Daoiz en su muerte el 2 de mayo de 1808. Tiene cruces con las calles de las Morenas, de las Peñuelas y del Arquitecto Escobedo y con el cruce de la de Santa Isabel con la de los Gremios. En el primer cuarto del siglo XX, Mariano Sáez y Romero contaba de la vía lo siguiente:

Tiene su entrada por la plazuela de Díaz Sanz y sale a la calle de los Cañuelos. Antes se llamaba calle del Romero y hoy rinde homenaje a D. Manuel Almira y Martín, uno de los héroes del 2 de mayo de 1808 en Madrid.
(Sáez y Romero, 1918, p. 7)